# Estación de Fuenlabrada
Fuenlabrada es una estación ferroviaria situada en el municipio español de Fuenlabrada, al sur de Madrid. Forma parte de la línea C-5 de Cercanías Madrid y dispone de servicios de Media Distancia operados por Renfe. Ofrece una conexión con la línea 12 de Metro de Madrid a través de la estación de Fuenlabrada Central. 

## Situación ferroviaria
Las instalaciones se encuentran situadas en el punto kilométrico 18,8 de la línea férrea Madrid-Valencia de Alcántara. Este kilometraje se corresponde con el trazado clásico entre Madrid y la frontera portuguesa por Talavera de la Reina y Cáceres. El tramo es de vía doble y está electrificado.

## Historia
La estación fue inaugurada el 20 de junio de 1876 con la apertura al tráfico del tramo Madrid-Torrijos de la línea que pretendía conectar la capital de España con Malpartida de Plasencia buscando así un enlace con la frontera portuguesa más directo al ya existente por Badajoz. Las obras corrieron a cargo de la Compañía del Ferrocarril del Tajo. En 1880 dicha compañía pasó a ser conocida bajo las siglas MCP que aludían al trazado Madrid-Cáceres-Portugal una vez finalizadas las obras de las líneas Madrid-Malpartida, Malpartida-Cáceres y Cáceres-Frontera. A pesar de contar con este importante trazado que tenía en Madrid como cabecera a la estación de Delicias la compañía nunca gozó de buena salud financiera siendo intervenida por el Estado en 1928 quien creó para gestionarla la Compañía Nacional de los Ferrocarriles del Oeste. En 1941, con la nacionalización de la totalidad de la red ferroviaria española la estación pasó a ser gestionada por RENFE. En la década de los años 80 se integró en la red de cercanías siendo cabecera de la línea C-5, hasta 2003. Desde el 31 de diciembre de 2004 Renfe Operadora explota la línea mientras que Adif es la titular de las instalaciones ferroviarias.

## La estación
La estación se encuentra paseo de Roma. Nada queda del edificio para viajeros original ya que el actual es una estructura de aspecto sobrio y funcional de planta baja que alberga el vestíbulo, las taquillas, máquinas expendedoras de billetes y los barreras tarifarias. El conjunto está cubierto por un tejado semicircular. En total Fuenlabrada cuenta con tres andenes, uno lateral y dos centrales a los que acceden cuatro vías dando lugar a la siguiente distribución: v-a-vv-a-v. Todos los andenes están cubiertos y accesibles gracias a pasos subterráneos.
Cuenta con una vía que accede a dos derivaciones particulares; una es una fábrica de acero y otra pertenece a la empresa de mantenimiento ferroviario Raxell Rail.

## Servicios ferroviarios

### Media Distancia
Los servicios de media distancia con parada en la estación tienen como principales destinos Madrid, Extremadura y Talavera de la Reina. Para ello se emplean trenes MD, Regional Exprés y Regional.
Desde 2023, la estación dispone de un servicio diario de Renfe Proximidad por la mañana, el cual realiza el trayecto entre Fuenlabrada e Illescas.
| Línea MD | Trenes             | Origen/Destino          |  | Destino/Origen       |
| -------- | ------------------ | ----------------------- |  | -------------------- |
| 52       | MD Regional Exprés | Madrid-Atocha Cercanías |  | Mérida Cáceres       |
| 52       | Regional           | Madrid-Atocha Cercanías |  | Talavera de la Reina |
| 52       | Proximidad         | Fuenlabrada             |  | Illescas             |

### Cercanías
| procedencia/destino | < estación | Línea | estación >           | destino/procedencia |
| ------------------- | ---------- | ----- | -------------------- | ------------------- |
| Terminal            | Terminal   |       | La Serna-Fuenlabrada | Móstoles-El Soto    |
| Humanes             |            |       | La Serna-Fuenlabrada | Móstoles-El Soto    |

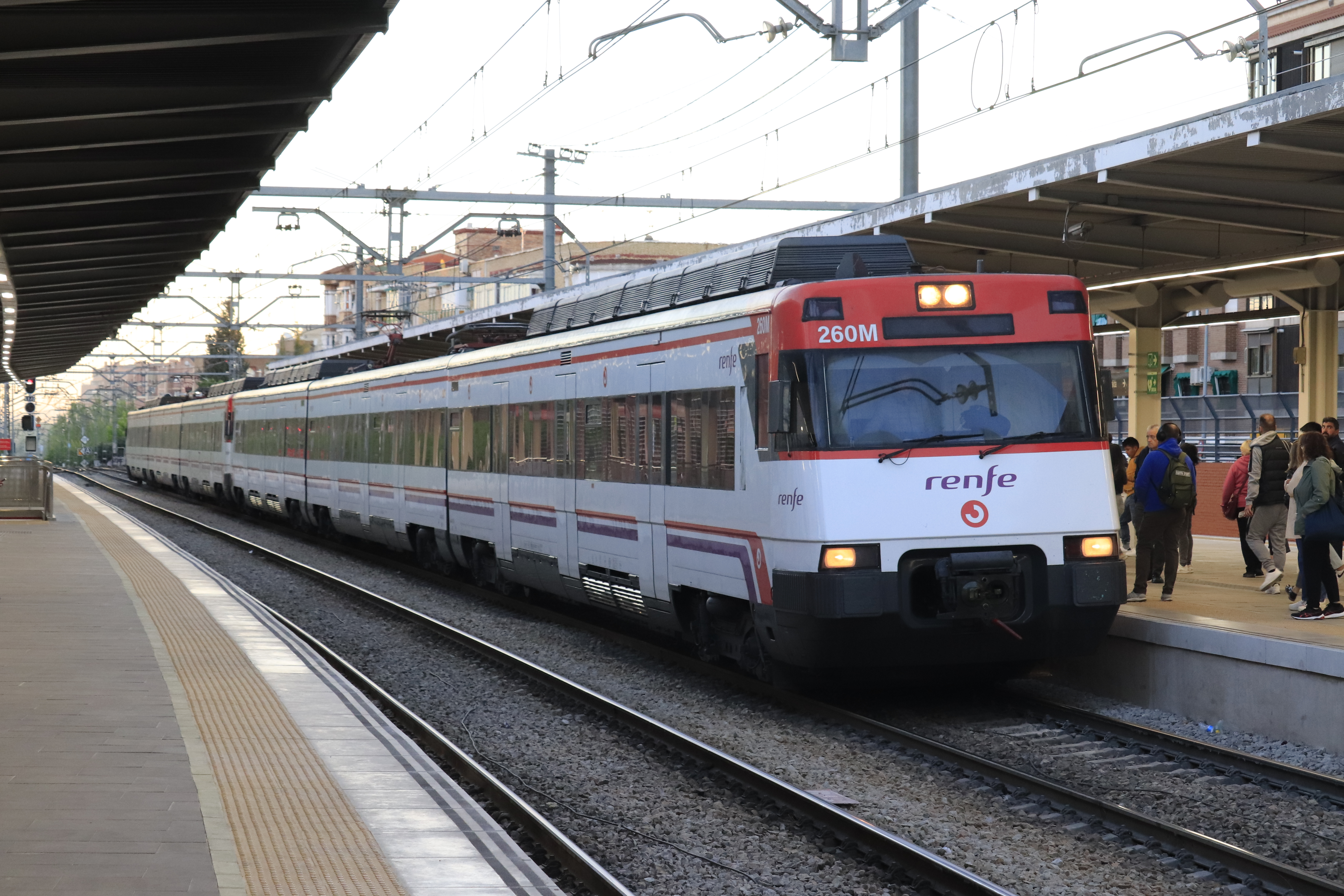
Un tren llegando por vía 1

La estación forma parte de la línea C-5 de la red de Cercanías Madrid. En el mejor de los casos el trayecto entre Fuenlabrada y Madrid-Atocha se cubre en 25 minutos. La mitad de los trenes continúan hasta la Estación de Humanes, dando la vuelta el resto dirección Madrid.